# Keolis Seine Sénart
Ne doit pas être confondu avec Réseau de bus de Sénart.
Le réseau de bus de Keolis Seine Sénart était un réseau de bus organisé par Île-de-France Mobilités et exploité par le groupe Keolis à travers sa filiale Keolis Seine Sénart. Le réseau dessert principalement Draveil, Montgeron et Vigneux-sur-Seine et, dans une moindre mesure, les autres communes de la communauté d'agglomération Val d'Yerres Val de Seine. Celui-ci est composé de 22 lignes régulières dont trois à vocation scolaire. En outre, Keolis Seine Sénart exploite tout ou partie des lignes « La Navette » et l'Express 191.100.

## Histoire
La société Garrel & Navarre est fondée en 1944 par Roland Garrel et Louis Maximilien Navarre à l'aide d'un autocar Chausson carrossé par l'entreprise Di Rosa.
- 1950 : desserte Vigneux gare et Draveil Sonatorium.
- 1954 : extension réseau Vigneux – liaison gare de Juvisy.
- 1978 : transfert sur Draveil du siège social.
- 27 juin 1988 : constitution et conventionnement du réseau de Draveil.
- 22 février 1990 : constitution et conventionnement du réseau de Vigneux-sur-Seine.
- Mars 1994 : les communes de Draveil, Vigneux-sur-Seine et Montgeron signent avec l’État et les collectivités territoriales un contrat de ville pour cinq ans.
- Novembre 1994 : ouverture du volet transport du contrat de ville. Les trois communes se rapprochent pour étudier les besoins de transport, sur le plan intercommunal, en collaboration avec le Conseil général de l’Essonne.
- 24 octobre 1997 : création du réseau Seine Sénart Bus à la suite de la signature d’une convention-cadre entre la S.A. Autocars Garrel & Navarre et les communes de Draveil, Vigneux-sur-Seine et Montgeron.
- Décembre 2000 : restructuration des lignes de Draveil avec augmentation de l’offre en fréquence et en amplitude, avec la création de 241 courses supplémentaires.
- Janvier 2004 : nouvelle génération d'autobus.

Le 2 septembre 2013, les lignes A, F et 4 sont prolongées au nouveau quartier du Clos de la Régale à Vigneux-sur-Seine afin de permettre aux habitants un rabattement à la gare de Vigneux-sur-Seine.
À compter du 2 mars 2015, les lignes 14, 16 et 18 ont vu la mise en place de deux courses supplémentaires à l'heure de pointe du matin sur chaque ligne afin d'améliorer le rabattement vers la gare de Juvisy.
Le 31 août 2015, la ligne BM est restructurée afin de permettre une baisse du temps de trajet pour les habitants des quartiers de Prairie de l'Oly et Glacière et de desservir les pôles commerciaux et d'emplois du Valdoly et de Maurice Garin. Par ailleurs, les lignes BM, E, F et 4 fonctionnent désormais jusqu'à 22 h 30 afin de proposer une desserte cohérente sur le territoire de la communauté d'agglomération Val d'Yerres Val de Seine.
Le 3 septembre 2018, certaines lignes sont modifiées comme suit :
- la ligne 16 voit son amplitude horaire élargie le matin avec un dernier départ à 9 h 30 et l'après-midi avec un premier départ à 15 h 30 ;
- la ligne 17 voit son amplitude horaire élargie le soir jusqu'à 22 h 30 au lieu de 20 h. De plus, un service est créé le samedi toute la journée ;
- la ligne BM voit la création d'un service en semaine aux heures creuses ainsi que le samedi toute la journée à raison d'un bus par heure ;
- la ligne Inter-Vals voit son itinéraire modifié afin de mieux desservir les quartiers Concorde à Vigneux-sur-Seine et Gaston Mangin à Montgeron. De plus, l'amplitude horaire est élargie afin d'offrir un bus toute la journée avec création d'un service aux heures de pointe à raison d'un bus toutes les heures.

### Ouverture à la concurrence
En date du 1er août 2022, l'ensemble des lignes de l'opérateur intègrent le réseau de bus Val d'Yerres Val de Seine en raison de l'ouverture à la concurrence de ceux-ci.

## Organisation
Keolis Seine Sénart exploitait 21 lignes régulières desservant principalement la communauté d'agglomération Val d'Yerres Val de Seine, la commune de Juvisy-sur-Orge et, dans une moindre mesure, le département du Val-de-Marne. Les lignes régulières sont séparées par deux sous-réseaux : les lignes numérotées avec des lettres desservent majoritairement Vigneux-sur-Seine et Montgeron tandis que les lignes ayant des indices numériques desservent quant à elles essentiellement Draveil et Juvisy-sur-Orge.
Les dimanches et les jours fériés, seules les lignes E et F assurent la desserte de Vigneux-sur-Seine et Montgeron, ainsi que les lignes 12 et 13 pour Draveil. La ligne 191.100 fonctionne quant à elle tous les jours de l'année sans interruption.
La société exploite également quatre lignes régulières à vocation scolaire desservant les établissements situés dans les communes d'Athis-Mons, Draveil, Évry-Courcouronnes et Montgeron.

## Exploitation

### Entreprise exploitante
Le réseau était exploité par l'entreprise Keolis Seine Sénart, filiale du groupe Keolis. Le siège social de la société est situé au no 172 Avenue François-Mitterrand à Athis-Mons.

### Dépôt
Les véhicules ont leur centre-bus à Draveil, situé au no 19 rue Charles-Mory. Le dépôt a également pour mission d'assurer l'entretien préventif et curatif du matériel. L'entretien curatif ou correctif a lieu quand une panne ou un dysfonctionnement est signalé par un machiniste.

## Galerie de photographies

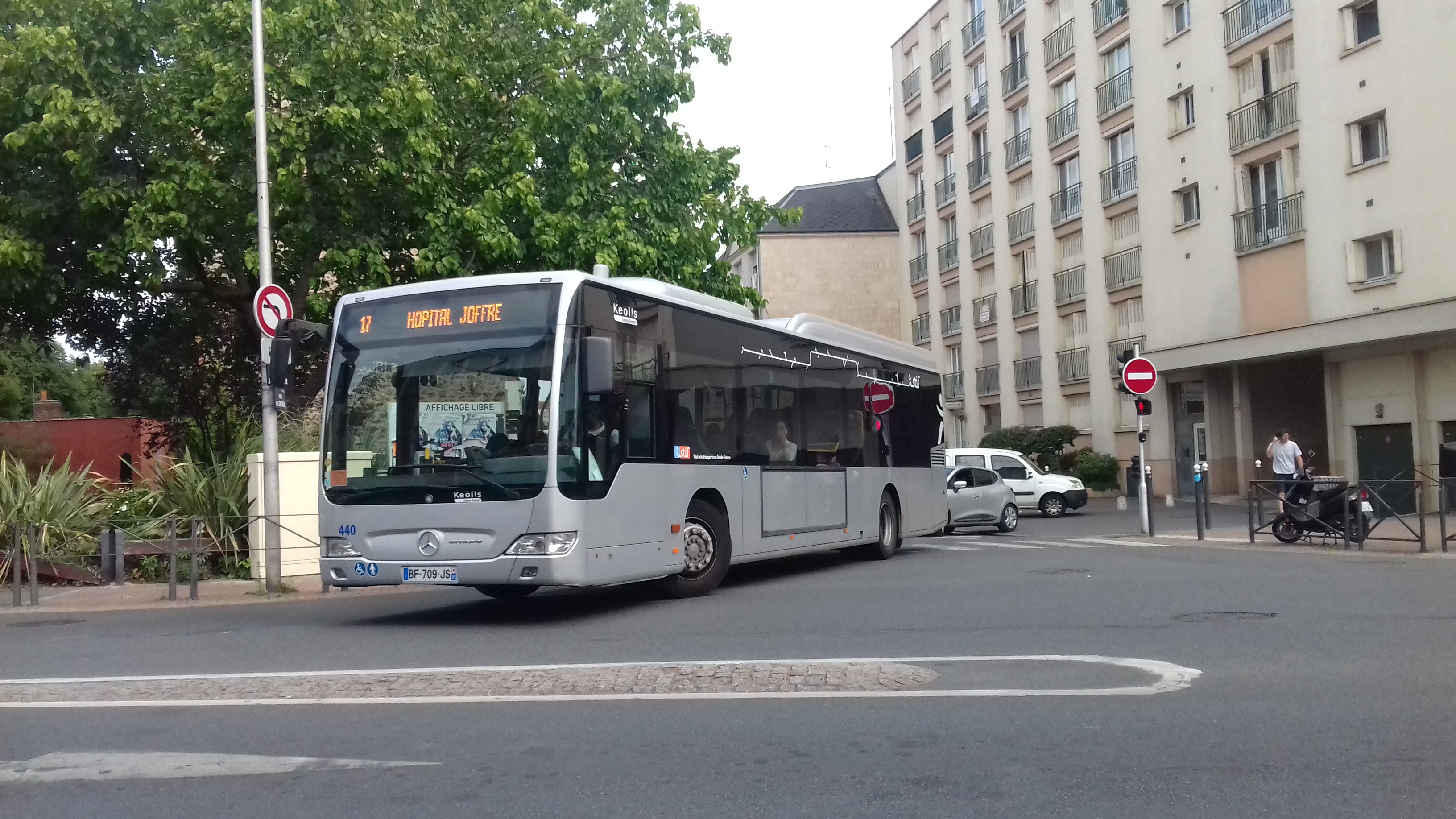
Le Citaro LE no 440 sur la ligne 17 à Juvisy-sur-Orge.
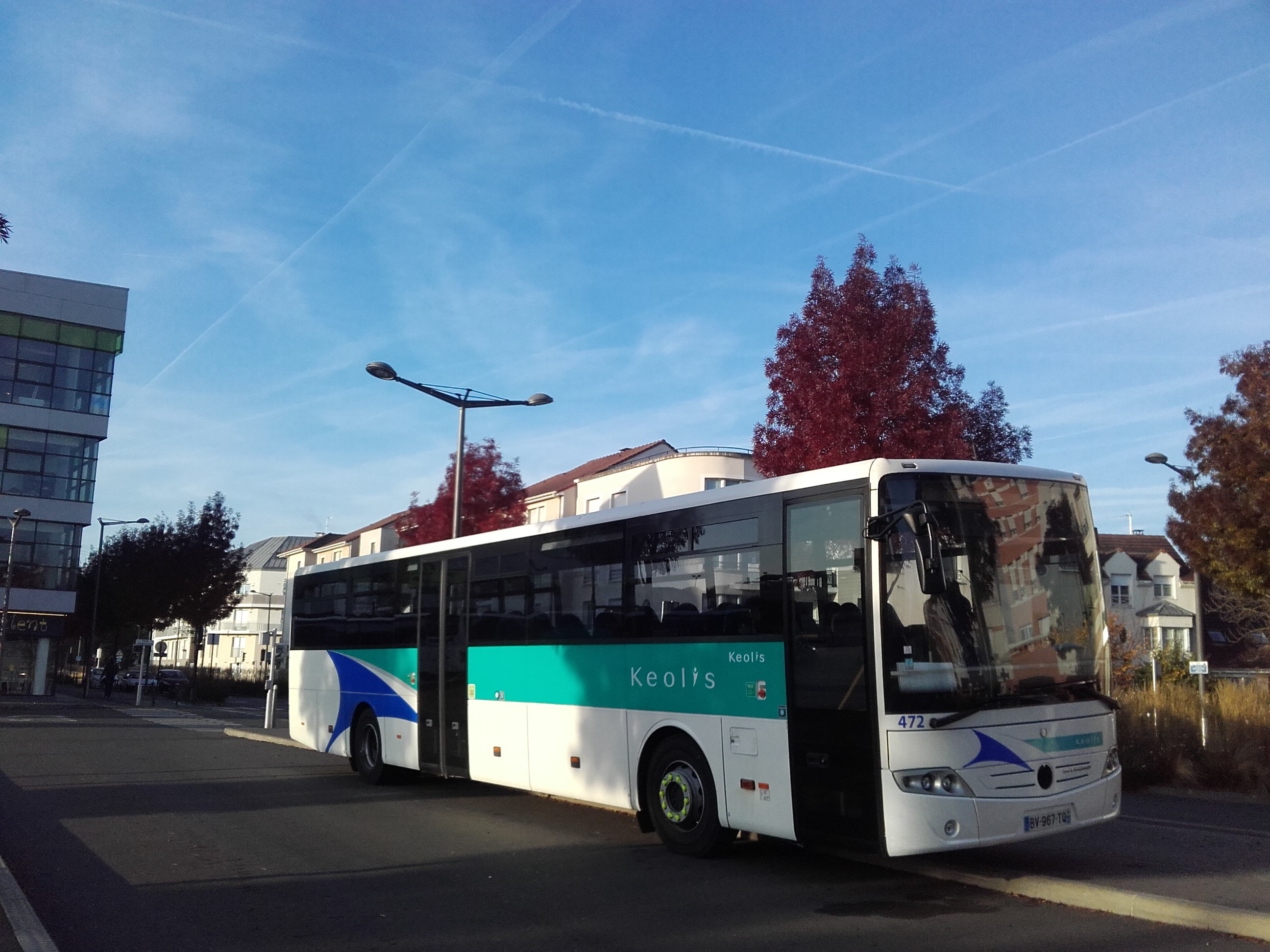
L'Intouro no 472 sur une navette de remplacement SNCF près de la gare de Massy - Palaiseau.

## Identité visuelle

Logo de Keolis Seine Sénart jusqu'en 2017
Logo de Keolis Seine Sénart depuis 2017

## Parc de véhicules
| Constructeur       | Modèle             | Nombre | Numéros de coquille                                            | Affectation |
| ------------------ | ------------------ | ------ | -------------------------------------------------------------- | ----------- |
| Iveco Bus Crossway | Crossway Line      | 2      | 837-838                                                        | -           |
| Mercedes-Benz      | Citaro C1          | 1      | 429                                                            | -           |
| Mercedes-Benz      | Citaro Facelift    | 16     | 430-439, 443-449                                               | -           |
| Mercedes-Benz      | Citaro C2          | 18     | 403-405, 4001-4003, 4007-4008, 4011-4013, 4015-4017, 4020-4023 | -           |
| MAN SE             | Lion's City Hybrid | 10     | 401-402, 406-407, 410-412, 415, 4004, 4009                     | -           |
| Mercedes-Benz      | Citaro Ü           | 1      | 455                                                            |             |
| Mercedes-Benz      | Citaro LE Ü        | 10     | 440-442, 458-460, 462-463, 4018-4019                           | -           |
| Mercedes-Benz      | Intouro            | 3      | 472, 835, 839                                                  | -           |
| Setra              | S 415 LE Business  | 3      | 4005-4006, 4014                                                | -           |
| Van Hool           | Van Hool NewA330   | 2      | 427-428                                                        | -           |